# Вест-Керролл Тауншип (округ Кембрія, Пенсільванія)
Вест-Керролл Тауншип (англ. West Carroll Township) — селище (англ. township) в США, в окрузі Кембрія штату Пенсільванія. Населення — 1186 осіб (2020).

## Демографія
Згідно з переписом 2010 року, у селищі мешкало 1296 осіб у 511 домогосподарстві у складі 356 родин. Було 565 помешкань
Расовий склад населення:
| - 99,6 % — білих - 0,3 % — чорних або афроамериканців |

До двох чи більше рас належало 0,1 %. Частка іспаномовних становила 0,2 % від усіх жителів.
За віковим діапазоном населення розподілялося таким чином: 20,2 % — особи молодші 18 років, 57,6 % — особи у віці 18—64 років, 22,2 % — особи у віці 65 років та старші. Медіана віку мешканця становила 46,3 року. На 100 осіб жіночої статі у селищі припадало 100,6 чоловіків;  на 100 жінок у віці від 18 років та старших — 94,7 чоловіків також старших 18 років.
Середній дохід на одне домашнє господарство  становив 45 140 доларів США (медіана — 36 200), а середній дохід на одну сім'ю — 55 584 долари (медіана — 45 000). Медіана доходів становила 35 250 доларів для чоловіків та 31 346 доларів для жінок. За межею бідності перебувало 14,9 % осіб, у тому числі 7,5 % дітей у віці до 18 років та 10,2 % осіб у віці 65 років та старших.
Цивільне працевлаштоване населення становило 502 особи. Основні галузі зайнятості: освіта, охорона здоров'я та соціальна допомога — 28,5 %, виробництво — 13,5 %, роздрібна торгівля — 10,0 %, будівництво — 9,4 %.